# Dryobota furva
Dryobota furva là một loài bướm đêm trong họ Noctuidae.